# Tatran Preszów
1. FC Tatran Prešov – słowacki klub z siedzibą w Preszowie. Powstał 25 maja 1898 roku jako Eperjesi TVE i jest najstarszym klubem słowackim. Największe sukcesy klub osiągał w czasach Czechosłowacji.

## Sukcesy
- Wicemistrzostwo Czechosłowacji: (2 razy): 1965, 1973.
- Brązowy medal Mistrzostw Czechosłowacji (1 raz): 1964.
- Finał Pucharu Czechosłowacji (2 razy): 1966, 1992.

## Dotychczasowe nazwy
- 1898 Eperjesi TVE (Eperjesi Torna és Vivó Egyesület)
- 1920 TVE Prešov
- 1931 ŠK Slávia Preszów
- 1945 PTS Prešov (fuzja ŠK Slávia Preszów + Törekvés)
- 1947 DSO Slavia Preszów i DSO Snaha Preszów (rozbicie klubu PTS na dwa kluby)
- 1948 Sparta Dukla Preszów (fuzja DSO Slavia Preszów i DSO Snaha Preszów)
- 1950 Dukla Preszów
- 1951 Dukla ČSSZ Preszów
- 1952 ČSSZ Prešov
- 1953 DŠO Tatran Preszów
- 1960 TJ Tatran Preszów
- 1989 TJ Tatran Agro Preszów
- 1991 FC Tatran Preszów
- 1996 FC Tatran Bukóza Preszów
- 1998 FC Tatran Preszów
- 2005 1.FC Tatran Preszów

## Europejskie puchary
Legenda do wszystkich tabel:
- Q – runda eliminacyjna, 1/16, 1/8, 1/4, 1/2 – odpowiednia faza rozgrywek, Grupa – runda grupowa, 1r gr – pierwsza runda grupowa, 2r gr – druga runda grupowa, F – finał, R – runda, PO – play-off
- k. – rzuty karne, los. – losowanie, Dogr. – dogrywka, w. – zasada bramek strzelonych na wyjeździe

| Sezon   | Rozgrywki                 | Runda | Przeciwnik       | Dom | Wyjazd | Ogólnie    |
| ------- | ------------------------- | ----- | ---------------- | --- | ------ | ---------- |
| 1966/67 | Puchar Zdobywców Pucharów | 1R    | Bayern Monachium | 1–1 | 2–3    | 3–4        |
| 1973/74 | Puchar UEFA               | 1R    | Velež Mostar     | 4–2 | 1–1    | 5–3        |
| 1973/74 | Puchar UEFA               | 2R    | VfB Stuttgart    | 3–5 | 1–3    | 4–8, Dogr. |
| 1994/95 | Puchar Zdobywców Pucharów | Q     | Bangor City      | 4–0 | 1–0    | 5–0        |
| 1994/95 | Puchar Zdobywców Pucharów | 1R    | Dundee United    | 3–1 | 2–3    | 5–4        |
| 1994/95 | Puchar Zdobywców Pucharów | 2R    | Real Saragossa   | 0–4 | 1–2    | 1–6        |

## Skład na sezon 2017/2018
| Nr | Poz. | Piłkarz                  |
| -- | ---- | ------------------------ |
| 1  | BR   | Adrián Slančík           |
| 3  | OB   | Miroslav Petko           |
| 5  | OB   | Martin Luberda (kapitan) |
| 7  | PO   | Martin Dupkala           |
| 8  | PO   | Tomáš Sedlák             |
| 9  | OB   | Richard Kačala           |
| 10 | PO   | Peter Katona             |
| 11 | PO   | Adrián Leško             |
| 15 | PO   | Matej Grešák             |
| 16 | PO   | Timotej Múdry            |
| 17 | PO   | Ján Dzúrik               |
| 18 | NA   | Michal Kraľovič          |
| 19 | OB   | Patrik Prikryl           |
| 21 | PO   | Dávid Keresteš           |

| Nr | Poz. | Piłkarz               |
| -- | ---- | --------------------- |
| 22 | PO   | Erik Streňo           |
| 24 | PO   | Jozef Špyrka          |
| 25 | NA   | Nikola Gatarić        |
| 26 | OB   | Norbert Grejták       |
| 27 | OB   | Lukáš Micherda        |
| 28 | NA   | Petr Hošek            |
| 29 | BR   | Maroš Ferenc          |
| 30 | BR   | Patrik Lukáč          |
| 32 | OB   | Emil Haladej          |
| 37 | OB   | Jakub Bartek          |
| 77 | BR   | Jozef Talian          |
| 80 | PO   | Dominik Jacko         |
| 90 | OB   | Christopher Udeh      |
|    | PO   | Kristijan Trapanowski |